# Volejbol'nyj klub Dinamo Krasnodar
La Volejbol'nyj klub Dinamo Krasnodar (in russo волейбольный клуб Динамо Краснодар?) è un club di pallavolo maschile russo, con sede a Krasnodar: milita nel campionato russo di Superliga.

## Storia
La Volejbol'nyj Klub Dinamo Krasnodar viene fondata nel 1994 col nome di Volejbol'nyj Klub GUVD-Dinamo Krasnodar. Dal 2001 inizia a prendere parte ai campionati russi, partendo dalla quarta divisione. Dopo due promozioni consecutive nel 2003 e 2004, disputa per cinque stagioni il campionato cadetto, vincendolo nel 2010, anno in cui adotta anche la denominazione attuale.
La stagione 2010-11 debutta in Superliga, classificandosi al quarto posto e qualificandosi per le coppe europee. La stagione successiva debutta in Challenge Cup, dove si arrende agli ottavi di finale solo al golden set contro i futuri finalisti del Politechnika Warszawska; in campionato invece si classifica al sesto posto.

## Rosa 2014-2015
| N° | Nome                   | Ruolo | Data di nascita   | Nazionalità sportiva |
| -- | ---------------------- | ----- | ----------------- | -------------------- |
| 1  | Sergej Červjakov       | C     | 17 settembre 1989 | Russia               |
| 2  | Denys Čaus             | C     | 1º maggio 1983    | Russia               |
| 4  | Marlon Yared           | P     | 27 luglio 1977    | Brasile              |
| 5  | Denis Ignat'ev         | P     | 3 luglio 1978     | Russia               |
| 6  | Igor Yudin             | O     | 17 giugno 1987    | Russia               |
| 7  | Maksim Pantelejmonenko | S     | 1º settembre 1981 | Russia               |
| 8  | Denis Kalinin          | S     | 28 aprile 1984    | Russia               |
| 9  | Aleksandr Sokolov      | L     | 1º marzo 1982     | Russia               |
| 10 | Vladislav Šabunin      | S     | 1º febbraio 1990  | Russia               |
| 11 | Il'ja Žilin            | S     | 10 maggio 1985    | Russia               |
| 14 | Jan Štokr              | O     | 16 gennaio 1983   | Rep. Ceca            |
| 16 | Artëm Zelenkov         | L     | 6 agosto 1987     | Russia               |
| 18 | Aleksandr Krivec       | C     | 6 agosto 1983     | Russia               |
| 19 | Oleg Krikun            | C     | 20 aprile 1991    | Russia               |

## Denominazioni precedenti
- 1994-2010 Volejbol'nyj Klub GUVD-Dinamo Krasnodar